# Tetragnatha uncifera
Tetragnatha uncifera là một loài nhện trong họ Tetragnathidae.
Loài này thuộc chi Tetragnatha. Tetragnatha uncifera được Eugène Simon miêu tả năm 1900.